# Pfaffroda
Pfaffroda est une ancienne commune de Saxe (Allemagne), située dans l'arrondissement des Monts-Métallifères, dans le district de Chemnitz. Le 1er janvier 2017 elle rejoint la ville de Olbernhau.

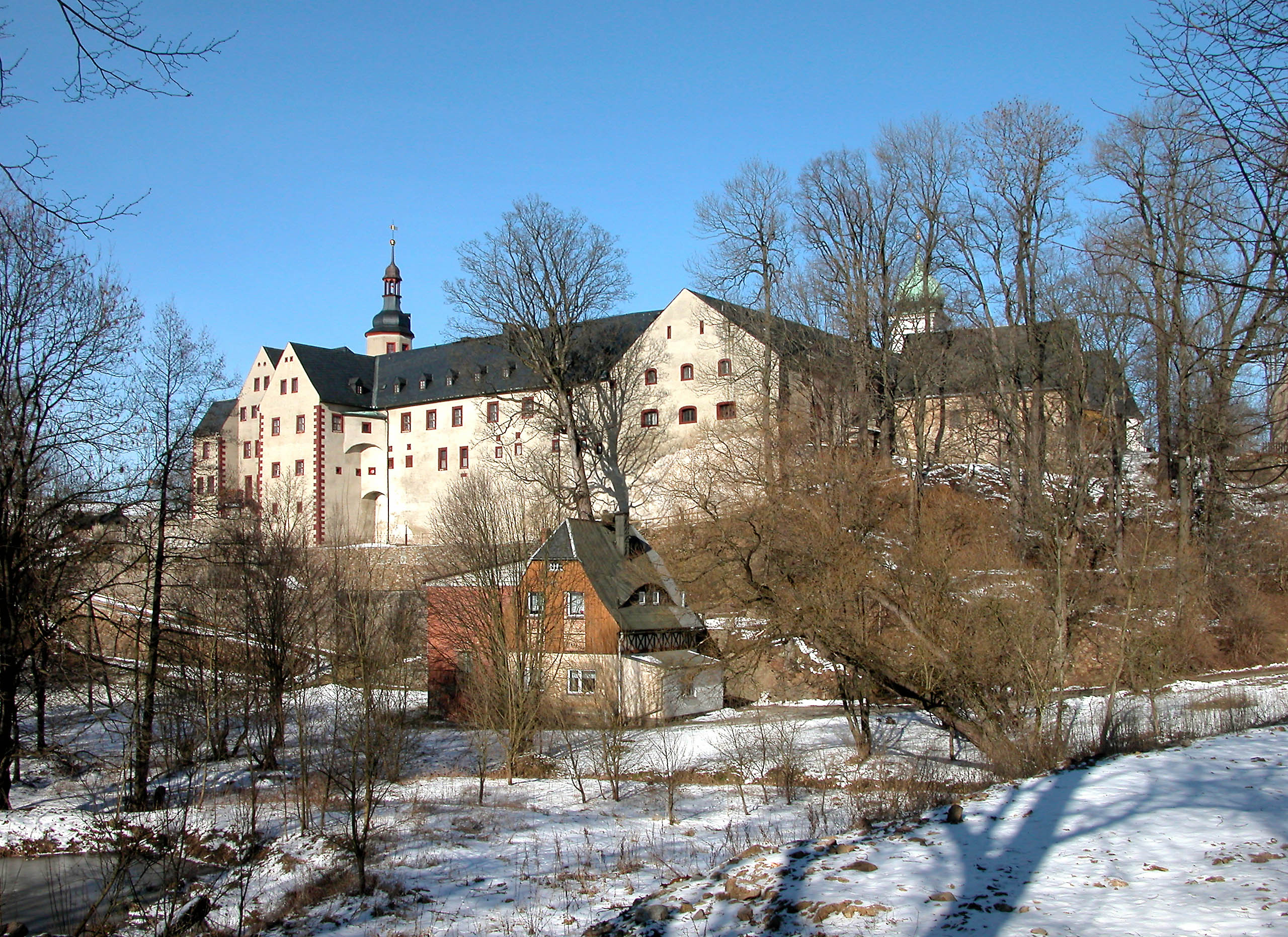
Château de Pfaffroda

Le château de Pfaffroda origine d’un manoir qui est mentinné pour la première fois en 1512. Il est partiellement détruit pendant la Guerre de trente ans, reconstruit après 1650, et sert comme musée et maison de retraite entre 1946 et 2016. Il est en cours de transformation en une académie forestière avec hôtel

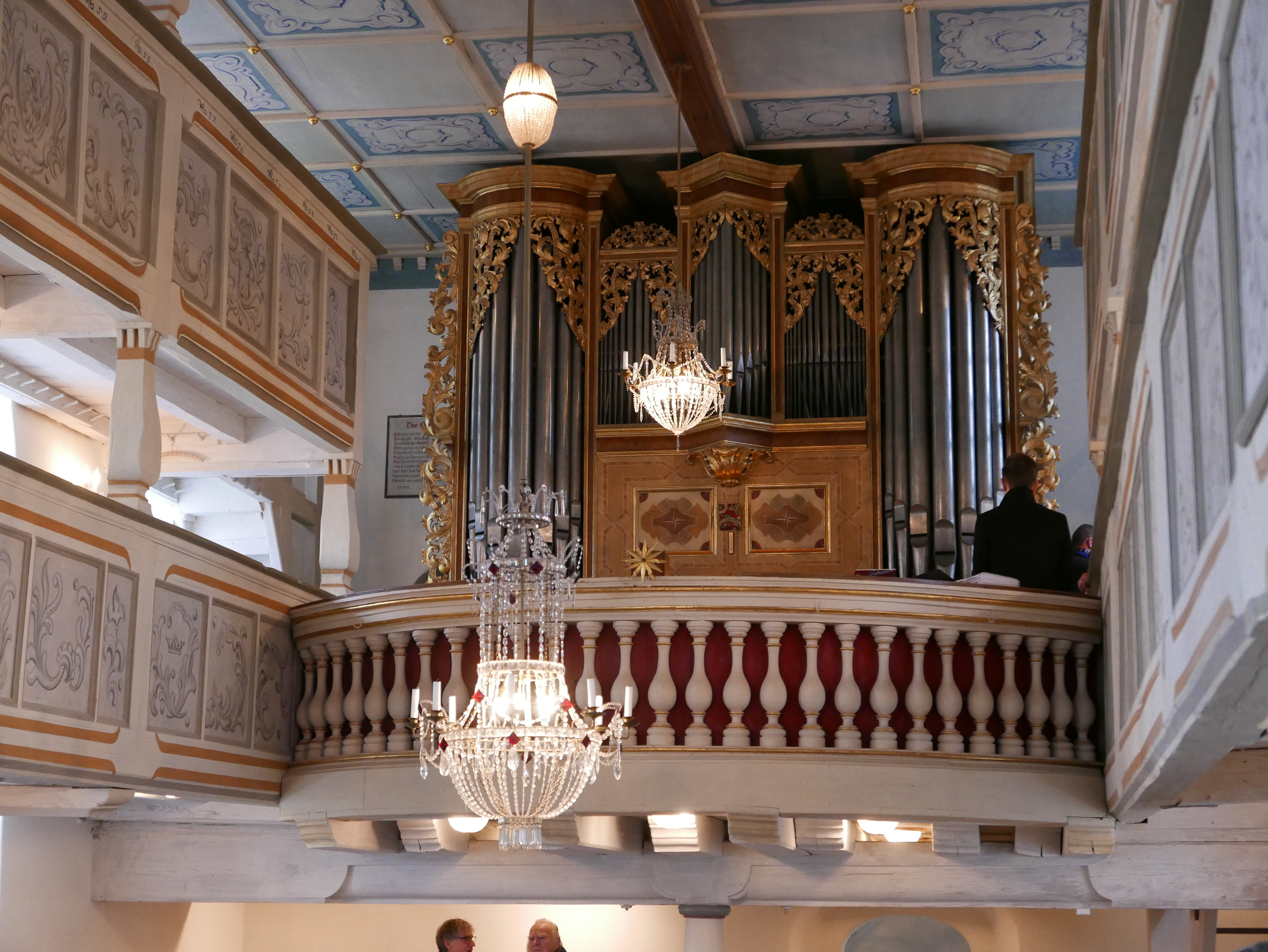
orgue Gottfried Silbermann 1715

Dans l'église Saint-Georges se trouve un des orgues les mieux conservés de Gottfried Silbermann. C'est un petit instrument de quatorze jeux sur un unique clavier et un pédalier (2 jeux) construit en 1715 et resté pratiquement dans son état originel.